# شارلماني ماسنا بيرالتي
كان شارلماني ماسنا بيرالتي زعيماً وطنياً هايتياً؛ وكان قد عارض احتلال الولايات المتحدة لهایتی في عام 1915، وفي قيادته مقاتلي جماعة حرب العصابات المسماة كاكو خلق تحدياً كبيراً للقوات الأمريكية في هايتي مما اضطر قوات الاحتلال إلى تعزيز تواجدها في ذلك البلد.
هذا وقد تم صلب وقتل بيرالتي على يد القوات الأمريكية ليكون عبرة للآخرين، ولا يزال بيرالتي بطلاً يستحق التقدير في هايتي.

## بداية الحياة
ولد بيرالتي في 10 أكتوبر 1886 في مدينة هينشي، وكان والده الجنرال ريمي ماسنا بيرالتي، وكانت أخته الزوجة الثانية للرئيس الهايتي أورسته زامور.

## مقاومة حرب العصابات
كان شارلماني بيرالتي ضابطاً عسكرياً، وقد كان القائد العسكري لمدينة ليوغان في يوليو 1915 عندما غزت مشاة البحرية الأمريكية هايتي.
رفض بيرالتي الاستسلام للقوات الأجنبية دون قتال، فاستقال من جانبه وعاد إلى مسقط رأسه في هينشي لينشغل برعاية مزرعة عائلته، وفي عام 1917 هاجم قوات الدرك في هينشي لتسليب الأموال لدفع مستحقات للمقاتلين، لكن الهجوم لم ينجح وتم اعتقاله وحُكِم عليه بعد ذلك بالعمل بالسخرة والإكراه لمدة خمس سنوات.
قام شارلماني بيرالته بعد هروبه من الأسر بجمع مجموعة من الثوار الوطنيين وبدأ حرب عصابات ضد القوات الأمريكية.
سُميت القوات التي تحت قيادة بيرالتي بـ "كاكو"، وهو اسم تاريخي يعود إلى الجنود الريفيين المشاركين في الاضطرابات السياسية في هايتي في أواخر القرن التاسع عشر، كان مقاتلو حرب العصابات جماعة كاكو حلفاء أقوياء لدرجة أن الولايات المتحدة عززت من قواتها في هايتي، بل واستخدمت الطائرات في الحرب ضد العصابات المضادة، وفي عام 1919 هاجمت قوات بيرالتي على بورتو برنس، ولكن تم صدها.

## النهاية والوفاة

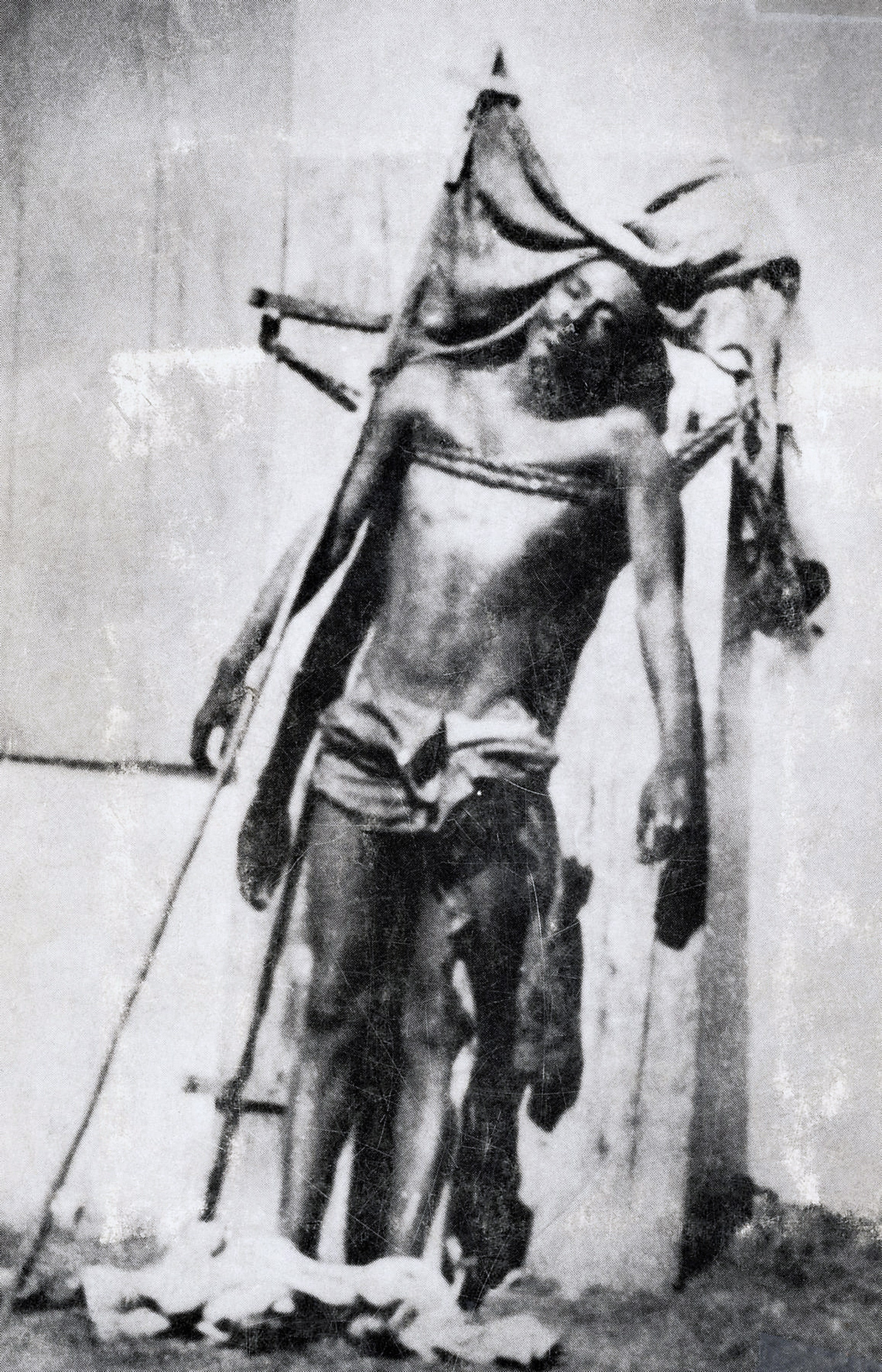
جسد شارلماني برالتا

أعلن شارلماني بيرالته في نهاية الأمر بعد عامين من حرب العصابات حكومة مؤقتة في شمال هايتي، لكنه تعرض للخيانة من قبل أحد ضباطه يدعى جان بابتيست كونزه، ، أخذ الضباط الأمريكان الرقيب هيرمان اتش وهانكن والعريف ويليام باتون كونزه سرا إلى معسكر الثوار في جراند ريفيري دو نورد، ثم تمت ترقية هانكن بشكل مثير للريبة إلى رتبة ملازم ثاني.  تعرض بيرالتي للإصابة برصاصة من جهة القلب من على مسافة قريبة، ثم قام هانكن وعناصره بربط جسد بيرالتي على بغل ولاذوا بالفرار.
ومن أجل تثبيط عزيمة الشعب الهاييتي والحيلولة دون دعمه للثوار، والتقطت القوات الأمريكية صورا لجثة شارلماني بيرالتي التي كانت مربوطةً إلى بابٍ ووزعتها في جميع أنحاء البلاد، وكان لهذا الأمر تأثيراً عكسياً فالصورة التيهي أشبه بحالة صلب حولت بيرالتي إلى شهيدٍ ورمزٍ للمقاومة.